# Štirideset let pozneje: Vojakova tožba
Štirideset let pozneje (Vojakova tožba) je zgodovinski, vojni ter realistični roman pisatelja in slikarja Jožeta Peternelja Mauserja iz leta 1992. Roman je razdeljen na tri dele: prvi del ima 32 poglavij, ki se dogajajo med drugo svetovno vojno, drugi del je sestavljen iz 13 poglavij, ki se dogajajo takoj po vojni ter tretji del, ki ima podnaslov 'Štirideset let pozneje', ki je sestavljen iz dveh poglavij.

## Vsebina
1. del
Prvi, najdaljši del romana obsega 32 poglavij, ki opisujejo dogajanje med drugo svetovno vojno.
Zgodba se dogaja na Trnovem bregu ter v Travni vasi v bližini Jelovice. To sta dve sosednji vasi, ki sta med seboj ločeni z reko. Vasi sta bili med sabo vedno povezani, vaščani so se tudi poročali med sabo. V času, ko se zgodba dogaja, se ravno začenja druga svetovna vojna. Ljudje so se začeli opredeljevati. Nekateri so se postavili na stran okupatorja, drugi pa so se mu začeli upirati. Tako so se tudi tu začele formirati prve partizanske čete. Vaščani iz Travne vasi so se pogosteje odločali za domobrance, vaščani iz Travnega brega pa za partizane. Edino Jakob, ki je živel na griču, odmaknjenem od obeh vasi, je ostal nevtralen tako z domobranci kot tudi s partizani.
Na stran partizanov je kmalu stopil tudi Brinar, ki je slovel po svoji vročekrvnosti ter hitrih napadih. Največkrat je bil poslan v Trnovo vas ali na Trnov breg terjat hrane ali prepričevat mlade fante, naj se pridružijo koministični vojski. Pogosto je bil uspešen, ker je bil tako prepričan v zmago rdeče vojske. Tudi ubijati mu ni bilo težko, če je kdo iz vasi preveč očitno simpatiziral z domobranci. Zato so se ga ljudje tudi tako bali.
Ko se je nekega dne odpravil proti Travni vasi, da bi poizvedel, kakšno je stanje tudi na nemški strani. Ko je popoldne ležal v travi in opazoval, kje imajo Nemci zasedo, je mimo njega prišla šestnajstletna Lidija. Brinar jo je spraševal, kaj se dogaja pri njih v dolini, da so se zarotili proti domačim. Povedala mu je, da njega in partizane obtožujejo, da ljudi, tudi tiste, ki se ne vojskujejo, pobijajo po krivem. Dejal ji je, da pobijajo le tiste, ki držijo z belimi (domobranci ter Nemci), da bi bilo njihovo delo lažje ter da bi po vojni brez težav prišli na oblast.
Prav tako so si želeli pridobiti čim več mladih borcev, zato sta Brinar in Dušan odšla na obisk k Alešu in Janiju. Dušan, ki je bil njun sošolec, ju je poskušal prepričati, da bi se pridružila partizanom, a onadva sta raje pristopila k domobrancem, saj je njim takrat kazalo bolje: bili so bolje preskrbljeni s hrano, pa tudi v hosti jim ni bilo treba spati.
Na obeh straneh je bilo več in več ljudi mrtvih, vse več tudi mladih fantov, morda celo študentov, ki so v vojsko komaj stopili.
Mladi partizn Jaka, ki sta mu vodji Brinar in Grčar najbolj zaupala, je med enim od napadom, ki so ga Nemci izvedli ponoči, izgubil skoraj celo četo, kar ga je zelo potrlo. Namreč, čutil se je dolžnega, da jih zaščiti in vodi do zmage, a mu to ni uspelo.
Kmalu po težjih bojih, kapitulaciji Italije ter zimi, ko so bili več lačni kot siti, se je Brinarju zmešalo. V boju ni bil več tako udaren, kot je bil prej, boril se je bolj pasivno, pod okriljem drugih. Da bi njegovi soborci rešili njegovo čast, so ga prestavili na drugo bojišče. Tam naj bi zopet pobil nekaj vsaj na videz nedolžnih ljudi, kot na primer mlada Angela, katere starši so simpatizirali z Nemci ali Martina, ki je delila letake, ki so nagovarjali vaščane, naj se uprejo partizanom. Prav tako se je zapletel v afero z mlado kurirko, ki ga je izdala nemški vojski, ki ga je na koncu tudi ubila ter pokopala skupaj s celotno opremo.
2. del
Drugi del romana je sestavljen iz trinajstih poglavij in se dogaja v povojnem času, takoj, ko komunistična partija zmaga v vojni in prevzame oblast. Da bi le to utrdili, so zaprli ali ubili večino domobrancev. Med drugimi sta bila tudi sošolca in prijatelja mladega partizana Dušana, Aleš in Jani, ki sta raje kot k partizanom pristopila k domobrancem. Desni breg vasi, na katerem sta se borila, je bil tudi čisto upostošen.
Dušan, ki je partizanom zvesto služil praktično od začetka vojne, je nadaljeval delo v vojski. Ker se mu je zdelo, da hitro razvijajoči se tehnologiji ne more slediti, je opravil nekaj izpitov ter izobraževanj ter postal carinik. Jaka, ki ga je vojna in vsi umori nekoliko zamorila, se je spet zaposlil v strojarni. Grčar, ki je bil najbolj odločen že med vojno, se je odločil, da bo šel nazaj študirat in postal je zdravnik.
Vse pogosteje se zbirajo tudi v vaški gostilni, kjer počasi pozabljajo, kdo je bil na čigavi strani. Izvemo tudi nekaj detajlov iz nemške vojske, saj sta se Klemen in Heron borila v Rusiji, tudi za Stalingrad. Heron je bil v tej bitki huje ranjen, zato se je najhujšemu izmaknil.
Med fanti, ki so se borili na različnih področjih, so vidne tudi razlike v njihovem razmišljanju: nekateri želijo, da se revolucija spelje do konca, drugi pa, da so partizani že dosegli dovolj.
Med tistimi, ki so menili, da so partizani dosegli veliko ter rešili državo okušatorja je bil tudi borec Jaka, ki je delal v strojarni. Razjezilo ga je dejstvo, da so se mlajši delavci norčevali iz njega, češ da je edini posoben ubijati ljudi. Mlajši in debelejši delavec ga je takrat udaril z macolo ter ga obtožil morilstva. Jaka, ki je bil že med vojno dovolj travmatiziran, mu je dejal, da med vojno ni ubil nikogar, a če ga ne nehajo obrekovati, bo storil samomor. Ta pripetljaj je opazil tudi mojster, ki je Jaki predlagal obisk pri zdravniku. Pot ga je tako pripeljala k Grčarju, prijatelju iz vojne.
Vojna ni dala miru niti Miletu, ki je delal na kmetiji. Imel je majhne otroke, a je imel tudi težave z alkoholizmom. Kasneje je bil zaradi tega tudi poslan k soborcu Grčarju na zdravljenje. V gostilni je srečal prijatelja Anžeta in Miklavža, ki sta mu očitala nepravično povojno sojenje, ki so ga izvedli komunisti. Vsak "beli" je moral po zaslišanju priznati, koliko partizanov je med vojno pobil, na podlagi le tega pa so se odločili, če ga bodo obsodili ali ne; palci dol pomenijo smrt, če pa so jih dvignili, je bil do naslednjega sojenja prost. Če je na drugem sojenju jetnik spet dobil večino dvignjenih palcov, so ga pustili živeti. Tako se je smrti izmuznil tudi Miklavž. Mile se na koncu obesi.
Dušan je moral živeti v novem kraju, kjer se nikakor ni znašel, zato je želel čim prej domov. Po mami je v Travni vasi podedoval hišo, zato se je odločil, da se bo tja preselil, ko se bo upokojil. Oddal je vlogo za posojilo zvezi borcev, a posojila ni dobil. Nekega dne v službiga je ustrelil sumljiv moški, na katerega je pazil dokler ne pride policija.
3. del
Tretji del s podnaslovom Štirideset let pozneje je sestavljen iz dveh poglavij: Vojakova tožba ter Dve materi v črnem.
Poglavje Vojakova tožba je pričevanje tretje osebe, vsevednega pripovedovalca. Govori o postavitvi železne zavese med vzhodom in zahodom, pa čeprav so zahodne države največ govorile o miru ter enakosti po vojni. Postavilo se je tudi več spomenikov v spomin na vojno, da se kaj takega ne bi več zgodilo.
Poglavje Dve materi v črnem govori o dveh materah, ki sta stali vsaka na svoji strani pokopališča. Obe sta med vojno izgubili svoji družini, a stali so si naproti. Barbini otroci so bili v partizanih, Uršini pa v beli gardi.
Barbi je med vojno izgubila svoje sinove. Jure je padel v boju pri Turjaku, Matija ter Tomaž pa sta padla kasneje in nikoli ni izvedela, kje sta pokopana. Na drugi strani pokopališča je stala Urša, ki je v vojni izgubila moža Florjana ter sinove Florjana, Dareta in Tineta. Urša se je krivila, ker jim je dovolila iti v belo postojanko.
Obe sta začeli moliti, saj ju je to nekako zbližalo z domačimi. Florjan, ki je študiral teologijo, je padel v boju na Turjaku. V halucinaciji, ki jo je Urša doživljala med molitvijo ji je Florjan pravil, kako je umrl. Povedal je, da bi tako ali drugače težko preživel vojno, saj je bil boj res naporen, a vseeno je naredil to, kar je lahko. Vojskovat se je šel zato, ker sta to želela z očetom. Do mlajših vojakov so bili Italijani, kasneje pa še Nemci izredno grobi.
O podobnem pričevanju je med molitvijo halucinirala tudi Barba. Jure ji je zapovedoval, naj uživa dokler lahko, da je padel za to, da je njej in drugim kmetom lažje.

## Kritike
Janez Gartner je za časopis Delo - Življenje  napisal sledečo kritiko v obliki pisma; 
"Dragi Jože,
Skoraj boš ti napisal že naslednjo knjigo, ko jaz še vedno ne ne bom spravil skupaj revnega pisma. Me bom ti obrazlagal kaj vse je bilo vmes, kaj bi še s tem izgubljal čas.
Naj Ti še enkrat povem - in brez gentelmenskih poklonov - da me je branje 'Štirideset let pozneje' izjemno pritegnilo in sem knjigo skoraj na en mah prebral. Će sem prav razumel branje, to ni epopeja veličastnih zmag orožja in sile moči in ne generalov in vojskovodij, temveč prijateljstva, a žal tako resnična pripoved o stiski in bolečini, obupu in kesanju množice nebogljenih ljudi, ki jih je vojni vihar neusmiljeno razbijal ob tisočero čeri zlobe, pohlepa, maščevanja in izživljanja človeških zveri. to je doživeta zgodba ljudi, ki so iskali svoje odrešenje tudi po krivih potih v temi razuma in razćlovečenega okolja. To je žalostinka nesrečnemu času, ko so ljudje, ki so verjeli v neuresničljive ideje in ubogali nesmiselne ukaze, umirali prav tako kot oni, ki so dvomili in se zoperstavljali.
Bilo je toliko solza in požganih domačij, toliko posameznih in množičnih grobov, da je bilo potrebnih štirideset let, da so od sramu in globoko v duši zakopane razjede potemnela bleščeča odličja. Štirideset let je bilo potrebnih, da se je spet na glas spregovorilo imena, ki so zaradi groženj in strahu bila le še v spominu najbližnjih.
Po štiridesetih letih je Jože peternelj z največjo mero srčnosti  in poštenja v svoji knjigi spregovoril o teh ljudeh in dogodkih. Preživelim, sodobnikom in tistim, ki se bodo šele naučili brati si napisal pretresljivo kroniko gorja in vojnih grozot, človeških zmot in razočaranj. In s pripovedno močjo antične tragedije si predstavil dve materi v črnem z vso človeško bolečino, ki je hkrati odličen poziv proti nasilju.
Jože ustvaril si veliko delo in hvala Ti."